# Democracy Unit
De Democracy Unit was een Surinaams onderzoeksinstituut van de Faculteit der Maatschappijwetenschappen en is gevestigd op de campus van de Anton de Kom Universiteit van Suriname (AdeKUS) in Paramaribo. De unit onderzocht en publiceerde over democratisering in Suriname met het doel de democratie te versterken.
Op 24 april 2001 installeerde Jimmy Kasdipowidjojo, decaan van de Faculteit der Maatschappijwetenschappen, de werkgroep Democratie en Bestuur. Een van de belangrijkste redenen daarvoor was om te voorkomen dat Suriname ooit weer te maken zou krijgen met ingrijpende gebeurtenissen als de staatsgreep van 1980. Later werd de naam veranderd in Democracy Unit.
De formatie bestond uit een groep wetenschappers die zich bezig hield met vraagstukken over politieke democratie en democratisering. In januari 2002 werd een missie van het Nederlands Instituut voor Meerpartijendemocratie (NIMD) ontvangen. Er werd samenwerking aangegaan om kennis en vaardigheden te vergroten binnen Surinaamse politieke partijen door uitwisselingen aan te gaan in Zuid-Amerika en Nederland. In de opzet werd het VN-Ontwikkelingsprogramma (UNDP) betrokken. Tot en met 2008 was het programma met de NIMD vrijwel de enige activiteit van de unit en was de NIMD de enige sponsor.
De unit werd bemenst door een directeur met twee medewerkers en was gehuisvest op de campus van de universiteit. Daarnaast was er een projectraad met zes leden (later vier) die enkele malen per jaar bijeenkwam, en sinds eind 2007 een klankbordgroep bestaande uit negen leden van verschillende politieke partijen – zowel coalitie, oppositie als buitenparlementair. In de loop van de tijd waren er de volgende directeuren: Maurits Hassankhan, Hans Breeveld en Fred Budike. Voorzitters van de projectraad waren Hans Breeveld en August Boldewijn.
De Democracy Unit werkte samen met de Young Democracy Unit, die er los van staat, en eveneens samenwerkte met de UNDP. Beide organisaties werkten soms tegelijk mee aan paneldiscussies en lezingen.
De Democracy Unit hield ergens tussen 2017 en 2020 op te bestaan.